# Rüdiger Fritsch (Architekt)
Rüdiger Leo Fritsch (* 30. Juli 1948 in Ingolstadt) ist ein deutscher Architekt.

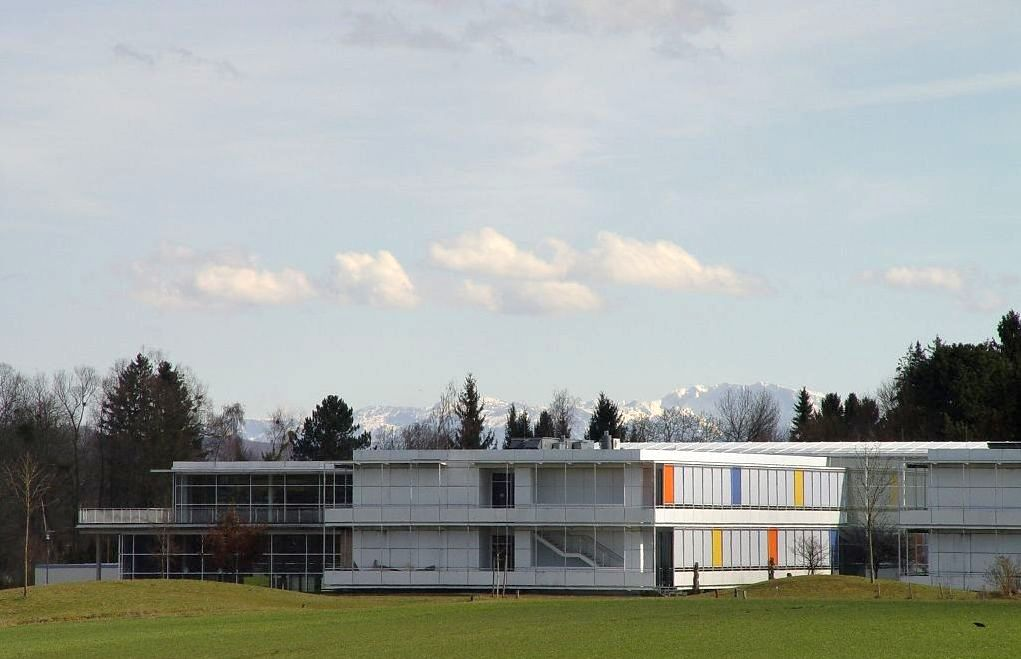
Ammersee-Gymnasium Dießen

## Werdegang
Rüdiger Leo Fritsch studierte zwischen 1969 und 1976 Architektur an der Technischen Universität München und an der Universität Stuttgart. Nach dem Diplom war er bis 1978 bei Ekkehard Fahr und danach bis 1983 bei Otto Steidle tätig. 1983 gründete er ein Architekturbüro in München und war 1984 Gastassistent bei Thomas Schmid an der TU München. Leo Fritsch wurde 1991 in den Bund Deutscher Architekten berufen und gründete 1993 mit Aslan Tschaidse ein Architekturbüro in München.

## Bauten

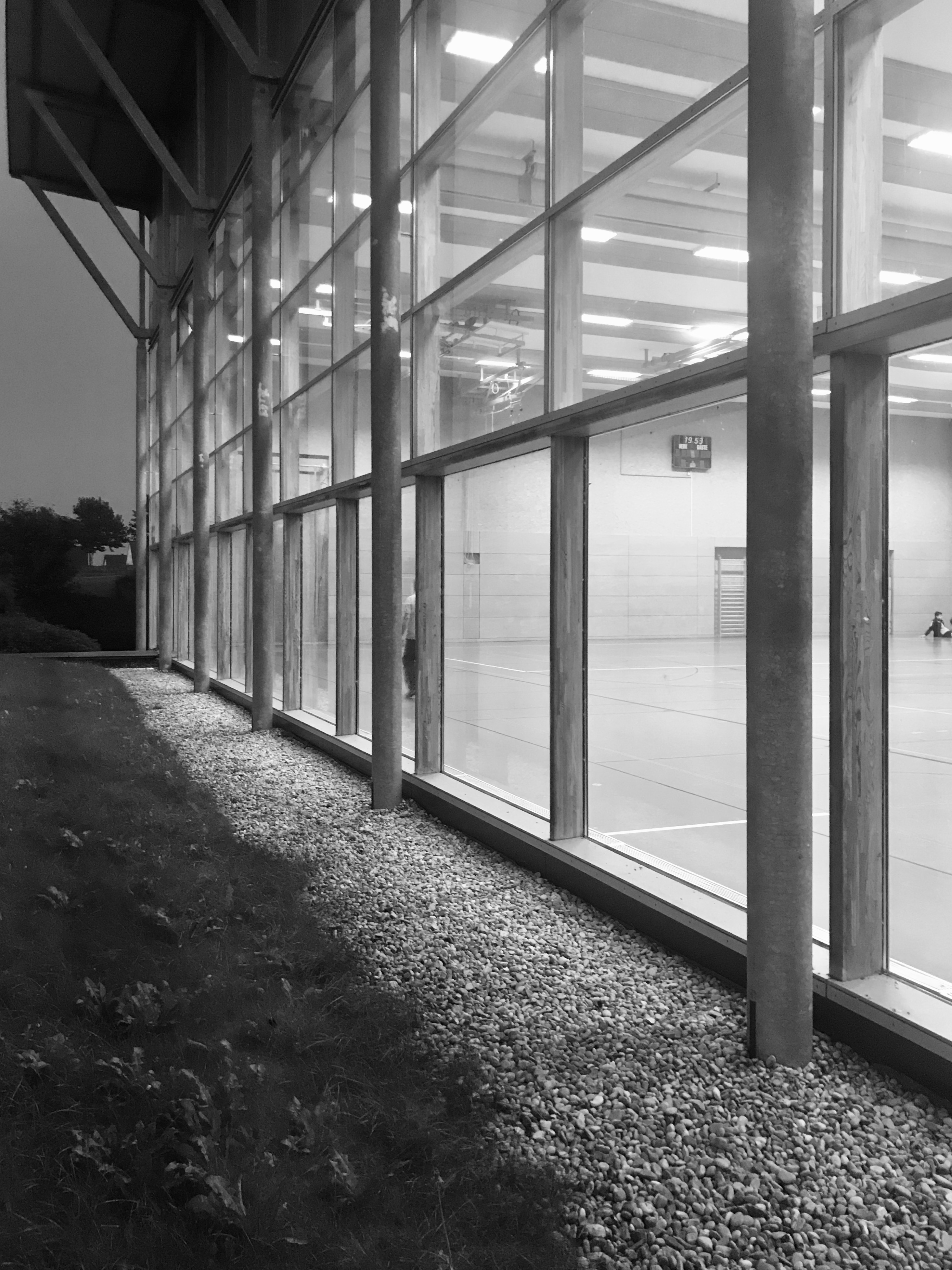
Dreifachsporthalle, Vierkirchen

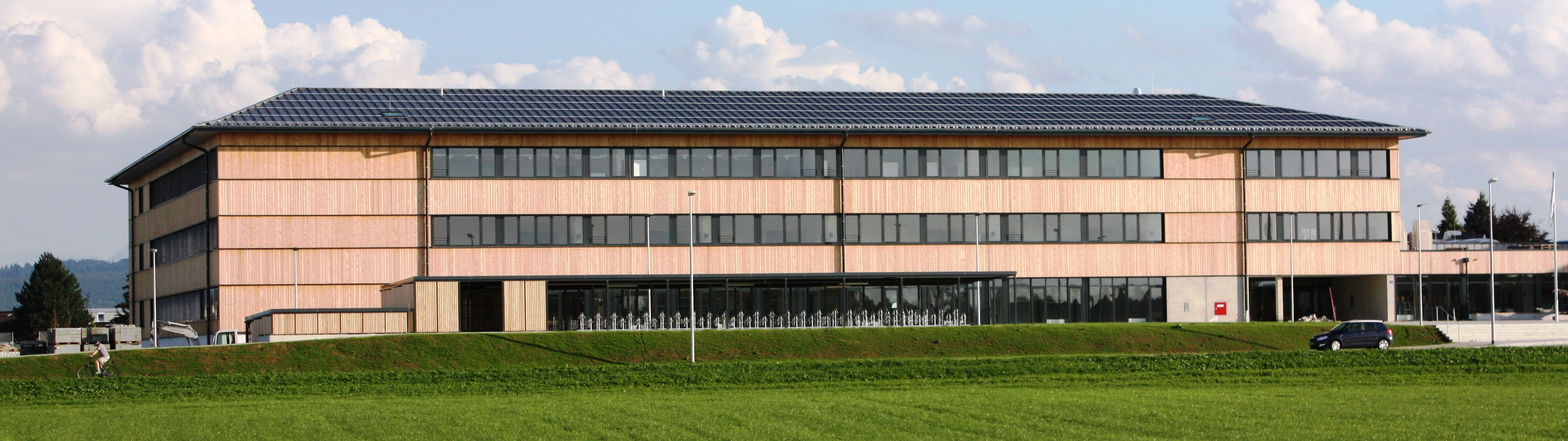
Gymnasium Holzkirchen

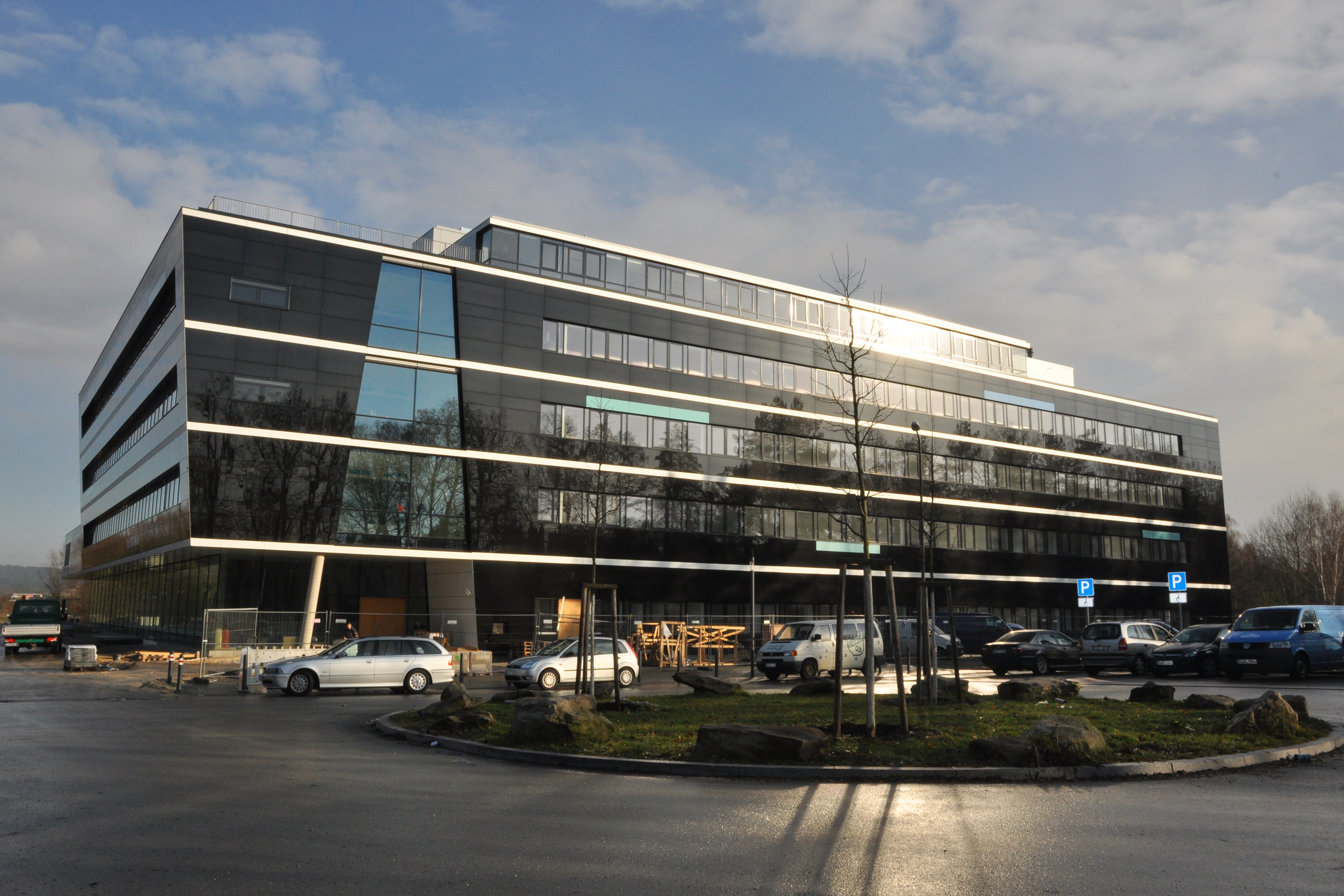
Max-Planck-Institut für die Physik des Lichts

- 1977–1979: St. Michael, Rosenheim mit Otto Steidle und Patrick Deby
- 1978–1980: Kaufen und Wohnen Am Winkel, Marktredwitz mit Otto Steidle, Roland Sommerer, Helga Jantsch und Ingrid Klemm-Beyer
- 1980–1981: Mehrfamilienhäuser am Wittelsbacher Ring, München-Nymphenburg mit Otto Steidle, Patrick Deby und Alexander Lux
- 1979–1982: Haus 2 documenta urbana, Kassel-Dönche mit Otto Steidle, Roland Sommerer, Hans Kohl und Alexander Lux
- 1980–1982: Stadthäuser Lützowstraße, Berlin-Tiergarten mit Otto Steidle, Patrick Deby, Gabriele Ruoff und Roland Sommerer
- 1985–1986: Haus Engler-Hamm, Schwabing mit Otto Steidle und Hans Kohl
- 1982–1987: Altenwohnhaus am Schlesischen Tor, Berlin-Kreuzberg mit Otto Steidle, Siegwart Geiger, Peter Böhm, Hans Kohl, Alexander Lux, Bernd Sauer, Marlene Vesely, Jochen Bub, Rainer Gaschke, Aneta Kamenova und Roland Sommerer
- 1989: Brunnangerhalle, Starnberg mit Moritz Hauschild

als Partner von Fritsch Tschaidse:
- 1992–1995: Grundschule und Kinderhort, Martinsried
- 1993–1996: Grundschule und Kinderhort, Rosenheim
- 1996: Ludwig-Maximilians-Universität München – Campusplanung, Martinsried
- 1998–2000: HypoVereinsbank – Umbau und Erweiterung Casino am Tucherpark, München (von Sep Ruf)
- 1998–2000: Altenpflegeheim, Hohenmölsen
- 2002–2004: Dreifachsporthalle, Vierkirchen
- 2002–2005: Max-Planck-Institut für Entwicklungsbiologie und städtebauliche Planung, Tübingen
- 2003–2005: Sportzentrum Am Utzweg, Unterhaching
- 2000–2006: Max-Planck-Institut für biologische Kybernetik
- 2003–2006: Ammersee-Gymnasium Dießen
- 2006–2008: Gymnasium Kirchseeon
- 2007–2012: Max-Planck-Institut für Chemie, Mainz
- 2012–2014: Gymnasium Holzkirchen und Berufliche Oberschule Holzkirchen
- 2011–2016: Max-Planck-Institut für die Physik des Lichts, Erlangen

## Auszeichnungen und Preise
- 1981: BDA-Preis Bayern für St. Michael, Rosenheim[1]
- 1988: Förderpreis für Architektur der Landeshauptstadt München
- 1990: BDA-Preis Bayern für Brunnangerhalle, Starnberg[2]

## Bücher
- Fritsch + Tschaidse Architekten. 1993–2013. Junius Verlag, 2013